# John Jervis, 1:e earl av S:t Vincent

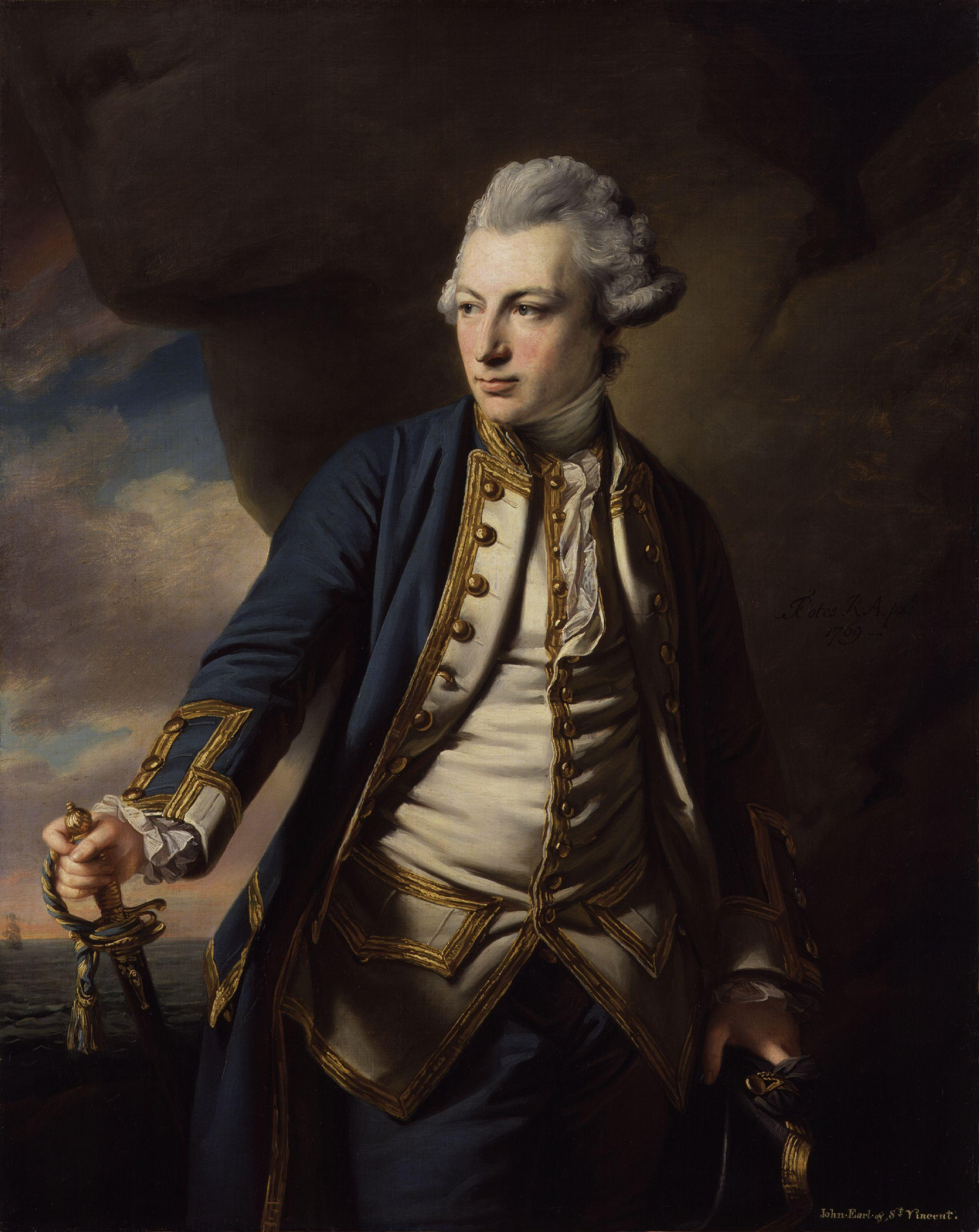
John Jervis, 1:e earl av S:t Vincent.

John Jervis, 1:e earl av S:t Vincent, född 9 januari 1735 nära Stone i Staffordshire, död 14 mars 1823 i Brentwood i Essex, var en berömd engelsk amiral.
Jervis utmärkte sig mycket i det amerikanska frihetskriget, som befälhavare på skeppet "Foudroyant", särskilt i sjöslaget vid Ouessant 1778, och erhöll 1782 knightvärdighet. Efter fredsslutet 1783 tog han säte i underhuset och slöt sig där till oppositionen. 
År 1787 blev han konteramiral, erövrade 1793 de franska kolonierna Martinique och Sainte-Lucie och utnämndes i anledning därav samma år till viceamiral samt blev amiral 1795. 
I spetsen för 15 linjeskepp och 7 fregatter slog Jervis den 14 februari 1797 den 26 linjeskepp och 12 fregatter starka spanska flottan vid kap S:t Vincent, varför han erhöll stora belöningar, bland annat titeln earl av S:t Vincent. 
Efter att 1801-04 ha tjänstgjort som förste amiralitetslord i Addingtons ministär förde han 1806 befälet över flottan i Engelska kanalen. År 1807 drog han sig tillbaka till det enskilda livet, och 1821 erhöll han den högsta amiralsvärdigheten (admiral of the fleet). 
Jervis är mest känd för den oblidkeliga rättvisa, varmed han upprätthöll disciplinen inom engelska flottan, för den stränga ordning och minutiösa renlighet han införde ombord samt för den flitiga och målmedvetna övning han gav fartygsbesättningarna. Han var en av Nelsons främsta gynnare.